# Toxic (singel Crazy Town)
Toxic – pierwszy singiel zespołu Crazy Town promujący ich debiutancki album The Gift of Game wydany w 1999 roku.

## Spis utworów
1. Toxic (RADIO VERSION) 2:48
2. Toxic  (album version) 2:48